# یونس احمد
یونس احمد (زاده ۱۷ جولای ۱۹۶۳) دروازه‌بان پیشین فوتبال قطر بود. وی هم در باشگاه ورزشی الریان بازی می‌کرد و هم در تیم ملی فوتبال قطر.